# Территория игр
«Территория игр» — выставка компьютерных, мобильных и онлайн-игр, игр для консолей и других платформ, проводимая на Украине в 2006—2008 годах. В выставке принимают участие разработчики и издатели с Украины, из России и европейских стран. Организатор — компания Евроиндекс.
Первая выставка была экспозицией в рамках выставки «ЦифроМания:) 2006» (26 — 29 октября). Первая выставка на международном уровне прошла 25 — 28 октября 2007 года.
Тематика выставки:
- PC-игры.
- Игры для консолей.
- Online-игры.
- Мобильные игры.
- Игровые и развлекательные ПК, ноутбуки.
- Образовательное ПО.
- Игровые приставки.
- ПО для аркадных автоматов.
- Игровые периферийные устройства и аксессуары.
- Мобильный контент.
- Игровые гаджеты.
- Электронные игрушки.
- Компьютерный моддинг.
- Технологии виртуальной реальности.
- Аутсорсинговые услуги в разработке игр.
- Рекординг.